# Bendejun
Bendejun je vesnice v departementu Alpes-Maritimes, region Provence-Alpes-Côte d'Azur. Leží 18 kilometrů severně od Nice.

## Geografie
Sousední obce: Les Rochettes, Coaraze a Saint-Antoine de Siga.

## Vývoj počtu obyvatel
Počet obyvatel